# Марселіно Берналь
Марселіно Берналь (ісп. Marcelino Bernal Pérez, нар. 27 травня 1962, Тепік) — мексиканський футболіст, що грав на позиції півзахисника.
Виступав, зокрема, за клуб «Толука», а також національну збірну Мексики.
Дворазовий чемпіон Мексики. Дворазовий володар Кубка Мексики.

## Клубна кар'єра
Вихованець футбольної школи клубу «Крус Асуль». Дорослу футбольну кар'єру розпочав 1984 року в основній команді того ж клубу, в якій провів три сезони, взявши участь у 79 матчах чемпіонату.
Протягом 1987—1991 років захищав кольори команди клубу «Пуебла».
Своєю грою за останню команду привернув увагу представників тренерського штабу клубу «Толука», до складу якого приєднався 1991 року. Відіграв за команду з Толука-де-Лердо наступні шість сезонів ігрової кар'єри. Більшість часу, проведеного у складі «Толуки», був основним гравцем команди.
Згодом з 1997 по 2000 рік грав у складі команд клубів «Монтеррей» та «Пачука».
Завершив професійну ігрову кар'єру у клубі «УНАМ Пумас», за команду якого виступав протягом 2000—2002 років.

## Виступи за збірні
1988 року дебютував в офіційних матчах у складі національної збірної Мексики. Протягом кар'єри у національній команді, яка тривала 11 років, провів у формі головної команди країни 65 матчів, забивши 5 голів.
У складі збірної був учасником чемпіонату світу 1994 року у США, розіграшу Кубка Америки 1995 року в Уругваї, розіграшу Кубка конфедерацій 1995 року в Саудівській Аравії, на якому команда здобула бронзові нагороди, чемпіонату світу 1998 року у Франції.

## Досягнення
- Чемпіон Мексики:

«Пуебла»: 1989—1990
«Пачука»: 1999
- Володар Кубка Мексики:

«Пуебла»: 1988, 1990